# Агостинелли, Андреа
Андреа Агостинелли (итал. Andrea Agostinelli; род. 20 апреля 1957, Анкона) — итальянский футболист, играл на позиции полузащитника. По завершении игровой карьеры — тренер.
Выступал, в частности, за клуб «Лацио», а также молодёжную сборную Италии.

## Клубная карьера
Родился 20 апреля 1957 года в городе Анкона. Воспитанник футбольной школы клуба «Лацио». Дебютировал в Серии А 19 октября 1975 года в матче против «Перуджи» (0:2). В следующие сезоны он был дублёром Лучано Ре Чекконі и стал основным игроком лишь в 1977 году после смерти последнего. Всего за «орлов» провёл четыре сезона, приняв участие в 75 матчах чемпионата.
В 1979 году перешёл на правах аренды в «Наполи», однако на поле выходил крайне редко, сыграв всего 9 матчей в Серии А, кроме того был вовлечен в расследование по договорным матчам, хотя и был оправдан.
После возвращения в «Лацио» Агостинелли повторно был отдан в аренду, на этот раз в «Пистойезе», которое вышло в Серии А. В Тоскане Андреа сразу стал основным игроком, сыграв 27 матчей в чемпионате, но команда закончила сезон на последнем месте и покинула элитный дивизион.
В октябре 1981 года Агостинелли стал игроком клуба Серии C1 «Модена», которая купила игрока за 300 миллионов лир. Однако в новой команде полузащитник провёл лишь один год и в октябре 1982 года перешёл в «Аталанту», с которой провёл два сезона в Серии B и в Серии А.
В 1985 году Андреа перешёл в «Авеллино» из Серии А, а в октябре 1986 года, после того как провёл свои последние две игры в высшем дивизионе Италии в начале сезона 1986/87, Агостинелли на правах аренды стал игроком «Лечче» из Серии В. Играя как основной игроком Агостинелли помог клуб у выйти в плей-офф за право выступления в Серии А, однако там его клуб уступил «Чезене». В октябре 1987 года, также на правах аренды, Андреа перешёл в «Дженоа» из Серии B, сыграв в 18 матчах.
Впоследствии с 1988 по 1990 год играл два сезона за «Мантову» в Серии С1. Завершил профессиональную игровую карьеру в 1992 году в клубе «Лодиджани» из Серии С2, с которым выиграл продвижение к Серии С1 в 1991 году.
За свою карьеру он провёл 172 матчей (3 гола) в Серии А и 112 матчей (2 гола) в Серии B.

## Выступления за сборную
В течение 1976—1978 годов привлекался в состав молодёжной сборной Италии, вместе с которой стал четвертьфиналистом молодёжного Евро-1978. Всего на молодёжном уровне сыграл в 12 официальных матчах.

## Карьера тренера
Начал тренерскую карьеру сразу же по завершении карьеры игрока, в 1992 году, войдя в тренерский штаб клуба «Лодиджани».
В 1994 году начал самостоятельную тренерскую карьеру, возглавив клуб Серии D «Латина». В следующем сезоне переходит в «Астреи» из Серии С2, с которой вылетел в серию D, но вернулся в Серии C2 в следующем году, а также выиграл любительский Кубок Италии.
В сезоне 1997/98 тренировал «Мантову» из Серии С2, а в следующем сезоне возглавил «Пистойезе», который вывел из Серии С1 в Серию В, после чего сохранил команде прописку в Серии В сезона 1999/00.
В 2000 году Агостинелли возглавил «Тернану» из Серии B, но был уволен в ноябре 2001 года за неудачный старт своего второго сезона в клубе.
В сезоне 2002/03 Агостинелли дебютировал в Серии А в статусе тренера, управляя «Пьяченцой». Однако результаты команды были низкими (3 победы в 19 турах), поэтому в феврале 2003 года после домашнего поражения 1:4 от «Брешии» Агостинелли был уволен.
Летом 2003 года принял предложение поработать в клубе Серии В «Наполи», однако уже в ноябре того же года был уволен. После этого с декабря 2004 по апрель возглавлял другой клуб второго дивизиона «Кротоне», однако также в клубе надолго не задержался.
В феврале 2006 года Агостинелли заменяет Витторио Руссо у руля клуба «Триестина», который спас от вылета из Серии В, но в феврале 2007 года был уволен из команды.
В сезоне 2007/08 тренировал клуб «Салернитана» в Серии С1. Команда была в лидерах своей группы чемпионат, но ряд плохих результатов и ухудшение отношений с президентством привели к увольнению Андреа, которое состоялось 3 февраля 2008 года.
После двух лет бездействия 2 декабря 2010 года Агостинелли стал главным тренером «Портогруаро», однако не спас венецианскую команду от вылета из Серии B, после чего покинул клуб.
В апреле 2013 года возглавил «Варезе» из Серии B,, но не смог пробиться с клубом в плей-офф за право выступления в Серии А и в конце сезона ушёл в отставку.
В сентябре 2015 года был принят на работу в клуб «Потенца» из Серии D, заняв должность технического директора.
28 декабря 2015 года он был назначен новым главным тренером одной из команд столицы Албании, Тираны «Партизане», с которым он подписал контракт до конца сезона. В следующем сезоне он был нанят чемпионами Албании клубом «Скендербеу», но уже 3 января 2017 года был уволен. На тот момент он с командой занимал третье место в турнирной таблице, будучи всего на четыре очка позади лидеров «Кукеси».

## Титулы и достижения

### Как игрока
- Молодёжный чемпионат Италии[англ.]: 1975/76
- Обладатель Англо-итальянского кубка: 1982
- Победитель Серии В: 1983/84
- Победитель Серии C2: 1991/92

### Как тренера
- Обладатель Любительский кубок Италии[англ.]: 1996/97

## Ссылка
- Статистика выступлений за сборную на сайте Федерации футбола Италии (итал.)